# Коваленко, Пётр Петрович (спортсмен)
Пётр Петрович Коваленко — мастер спорта СССР международного класса по прыжкам на лыжах с трамплина (1965), неоднократный призёр чемпионатов СССР и РСФСР. Участник Олимпийских игр (1964) (12-е место на среднем трамплине, 20-е ― на большом).

## Биография
Воспитанник сортавальского спорта. Тренеры - А.А. Федотов, Н.А. Завистнов.
Окончил Сортавальскую школу N 1, Петрозаводское ремесленное училище № 4.
Закончил Всесоюзный институт физической культуры в Ленинграде (1970). Победитель Кубка Дружбы народов СССР (1966).
Чемпион Вооруженных сил СССР (1964). Обладатель Кубка СССР.
занимал призовые места на первом этапе Турне 4-х трамплинов в Оберстдорфе в 1963-1964 гг..
Личный рекорд в полетах на лыжах с трамплина - 153 м.
По окончании спортивной карьеры, как военнослужащий, отправлен на пять лет на Кубу. Вернулся в звании подполковника, работал заведующим кафедрой Военного института физкультуры.